# Clausena
Genre
Classification APG III (2009)
Clausena est un genre de plantes de la famille des Rutaceae.

## Description
Le genre comprend des arbustes et des arbres. Certaines espèces sont variables, avec de nombreuses formes.
Les feuilles sont pennées, divisées en folioles. La forme de l'inflorescence varie, mais il s'agit généralement d'un groupe de plusieurs fleurs à 4 ou 5 pétales et sépales. Le fruit est une baie qui n'a pas la pulpe de nombreux autres fruits de la famille des agrumes. Le genre peut être distingué des plantes apparentées par la présence d'un gynophore, une structure supportant l'ovaire dans la fleur. Il semble cependant très différent selon les espèces et peut être difficile à reconnaître.

## Répartition
Le genre se trouve en Afrique, en Asie du Sud, en Australie et dans les îles du Pacifique.

## Espèces
- Clausena abyssinica
- Clausena anisata
- Clausena anisum-olens
- Clausena austroindica
- Clausena brevistyla
- Clausena dentata
- Clausena engleri
- Clausena excavata
- Clausena harmandiana
- Clausena henryi
- Clausena heptaphylla
- Clausena indica
- Clausena inolida
- Clausena kanpurensis
- Clausena lansium
- Clausena lenis
- Clausena luxurians
- Clausena poilanei
- Clausena smyrelliana (en)
- Clausena wallichii

## Utilisation
Clausena anisata est un arbre utilisé pour son bois et pour la médecine traditionnelle. C. excavata est utilisé en médecine en Asie pour diverses affections, dont la morsure de serpent, le paludisme, la dysenterie et l’infection au VIH. Certaines espèces, telles que C. indica et C. lansium (wampi), produisent des fruits comestibles. Le wampi est cultivé comme arbre fruitier et, bien qu'il ne s’agisse que d'un parent éloigné d'agrumes, il peut être greffé à divers agrumes. Il existe des variétés aigres, douces et intermédiaires de C. lansium.